# Exyston genalis
Exyston genalis är en stekelart som beskrevs av Thomson 1883. Exyston genalis ingår i släktet Exyston och familjen brokparasitsteklar. Arten är reproducerande i Sverige. Inga underarter finns listade i Catalogue of Life.